# Anyphaenoides cocos
Anyphaenoides cocos là một loài nhện trong họ Anyphaenidae.
Loài này thuộc chi Anyphaenoides. Anyphaenoides cocos được Léon Baert miêu tả năm 1995.